# Елена Черногорска
Елена Черногорска (на италиански: Elena del Montenegro) или Елена Савойска (на италиански: Elena di Savoia), родена Елена Петрович-Негош (на сръбски: Јелена Петровић Његош; * 8 януари 1873, Цетине, Княжество Черна гора; † 28 ноември 1952, Монпелие, Франция), е принцеса на Черна гора и чрез брак кралица на Италия от 29 юли 1900 г. до 9 май 1946 г., когато съпругът ѝ Виктор Емануил III Савойски абдикира.
Тя е майка на царицата на българите Йоанна.

## Произход
Тя е дъщеря на черногорския княз и бъдещ крал Никола I Петрович-Негош (* 1841, † 1921) и на съпругата му Милена Вукотич (* 1847, † 1923). Нейни дядо и баба по бащина линия са войводата Мирко Петрович-Негош, брат на княз Данило I, и Анастасия Мартинович, а по майчина – войводата Петър Вукотич и Елена Войводич. Има трима братя и осем сестри:
- Любица, известна като Зорка (* 1864, † 1890), принцеса Караджорджевич като съпруга на Петър I, крал на Сърбия (1903 – 1918) и крал на сърбите, хърватите и славяните (т.е. Кралство Югославия) (1918 – 1921)
- Милица (* 1866, † 1951), велика руска княгиня като съпруга на Петър Николаевич
- Анастасия, известна като Стане (* 1868, † 1935), съпруга на Георги Максимилианович, шести херцог на Лойхтенберг, и велика руска княгиня като съпруга на Николай Николаевич младши
- Мария (* 1869, † 1885)
- Данило II (* 1871, † 1939), крал на Черна гора (1921), съпруг на херцогиня Юта фон Меклембург-Щрелиц
- Анна (* 1874, † 1971), принцеса Батенберг като съпруга на принц Франц Йосиф фон Батенберг
- София (*/†1876), принцеса
- Мирко (* 1879, † 1918), велик войвода на Грахово и на Зета, съпруг на Наталия Костантинович, баща на последния титулярен крал на Черна гора – Михаил
- Ксения (* 1881, † 1960), принцеса
- Вера (* 1887, † 1927), принцеса
- Петър (* 1889, † 1932), велик войвода на Захумлие

## Биография

### Начални години
Възпитана е в семейни ценности и задружност. Разговорът на масата се води на френски език, а политиката и поезията се обсъждат с еднаква лекота. Нравите и отношенията в семейство Петрович-Негош са акуратни, но не задушават спонтанността на характерите и личностите.
Елена израства срамежлива и сдържана, но и доста упорита: мнозина си спомнят, че ѝ е много трудно да променя решенията си. Много привързана към традициите, с чувствителна душа и жив и любопитен ум, тя изпитва силна любов към природата: любимото ѝ цвете е цикламата. Нейна възпитателка от 6 до 12-годишна възраст е шведката Луиза Нойком, след което, до 18-годишна възраст, принцесата учи в Института за благородни девици „Смолни“ в Санкт Петербург. Интересува се от пастелна живопис, лов и риболов. Посещава руския царски дом и сътрудничи на руското литературно списание „Неделя“, което публикува стиховете ѝ.
Има внушително телосложение: висока е около 180 см, тежи 75 кг. Още в ранна възраст е доста по-едра от връстничките си, със стройна, но същевременно масивна фигура. Поради тази причина в Италия е наречена „Славянската великанка“.

### Годеж
Кралицата на Италия Маргарита е разтревожена за съдбата на единствения си син Виктор Емануил – бъдещ крал. В съгласие с Франческо Криспи, от албански произход и жаден за по-голямо италианско влияние на Балканите, уреждат срещата между двамата млади. Тя се състои в Театър „Фениче“ във Венеция по повод Международната художествена експозиция.
Изборът може да се разглежда като опит да се спрат последиците от браковете между кръвни роднини, които засягат голяма част от европейската аристокрация от онова време, благоприятствайки разпространението на генетични дефекти и заболявания като хемофилия. Виктор Емануил III, син на първи братовчеди и с ръст от 1,53 м, не би могъл да има здрав наследник от жена, твърде близка до него по родословие. Благодарение на брака си с Елена обаче той има за наследник Умберто II, който изобщо не прилича на баща си по ръст и здраве.
След втора среща в Русия, по случай коронацията на цар Николай II, Виктор Емануил III формулира официалното искане до бащата на Елена, Николай I. Годежът е официален през 1896 г. Тъй като е православна, Елена, от съображения за политическа целесъобразност и за да угоди на кралица Маргарита, напуска Черна гора и на 21 октомври 1896 г. с Виктор Емануил дебаркират в Бари. Там в базиликата „Свети Никола“, преди сватбата, тя се отказа от православната си вяра и приема католическата.

### Брак
Бракът е сключен на 24 октомври 1896 г.: гражданската церемония се провежда в двореца Квиринал в Рим, а религиозната – в римската базилика „Санта Мария дели Анджели е дей Мартири“, на която майката на Елена не присъства, тъй като е православна. На главата си Елена носи воал, изтъкан със сребърни нишки, които рисуват хиляди маргаритки. Процесията се състои от шест величествени седана, някои теглени от шест коня, предшествани от кирасири. След поражението при Адуа няма пищни сватби и сред гостите няма чуждестранни кралски особи.

За събитието е създадена специална марка, известна като „Сватбата на Виктор Емануил III“, но така и не е издадена, с изключение на редки екземпляри, разпространявани под формата на образци. Съществуват обаче множество сувенирни медали с бюстовете на брачната двойка.
- Бракът на Виктор Емануил и Елена Черногорска на илюстрация във в. „Мухер“
- Марка за сватбата на Виктор Емануил III с Елена

На медения си месец съпрузите отиват с яхтата Йела (Елена на черногорски език) до о-в Монтекристо, където се посвещават на любовта си, избягвайки светските срещи.
Елена се посвещава на съпруга си във всичко. Присъствието ѝ до суверена винаги остава смирено и дискретно, тя никога не се занимава със строго политически въпроси, а е всеотдайна и внимателна към нуждите на осиновения народ. Особено предразположена към изучаването на чужди езици, тя превежда на съпруга си от руски, сръбски и гръцки, поддържайки в ред библиотеката му от чужди вестници. От брака с Виктор Емануил III ражда четири дъщери: Йоланда, Мафалда, Йоанна и Мария Франческа, както и син Умберто, който е последният крал на Италия.
През 1903 г. страстта на Елена към изкуството я кара да лобира за нова серия от марки, които да бъдат замислени с помощта на художника Франческо Паоло Микети като автор на скиците, на когото тя дава точни графични указания. След това от скиците е получена марката, известен като „Микети вдясно“, тъй като е с изображението на Виктор Емануил III, обърнато надясно.
На 28 декември 1908 г. Реджо Калабрия и Месина са ударени от катастрофално земетресение и приливна вълна. Кралица Елена посещава местата, организира ранените да бъдат отведени до болничен кораб и лично им помага като медицинска сестра; тя организира и набиране на средства за жертвите в Рим. Това помага за увеличаване на популярността ѝ.
Елена е първият инспектор на доброволческите медицински сестри за Италианския червен кръст от 1911 до 1921 г. Учи медицина и е удостоена с почетна диплома. Финансира благотворителни дейности за борба с енцефалита, за бедни майки, за туберкулозноболните, за бившите бойци и др. На 15 април 1937 г. папа Пий XI я награждава със Златната роза на християнството – най-важната възможна чест по онова време за жена от Католическата църква. В съболезнователното послание, изпратено до сина му Умберто II за смъртта на Елена, Пий XII я определя като „Госпожата на благотворителното милосърдие“.
Ангажиментът ѝ срещу болестите е дълг, който тя дълбоко чувства. Тя всъщност насърчава инициативи през годините за обучение и професионално осъвременяване на лекари и здравни специалисти, за изследвания срещу полиомиелита, болестта на Паркинсон и преди всичко срещу рака.

### Кралица на Италия
Кралица Елена, по време на управлението си, преживява и двете световни войни: на 11 август 1900 г., след убийството на баща му, Виктор Емануил внезапно трябва да се възкачи на трона. Елена приема всички титли на съпруга си: „кралица на Италия“ и, с появата на империята, „кралица на Албания“ и „императрица на Етиопия“. Кралската двойка се мести в двореца „Квиринал“ в Рим.
Елена е описвана като достолепна, но естествена и семпла, и тя запазва семплите си навици от младостта си в Цетине. Не се радва на социалния живот и на развлеченията, и на живота на държавните кралски представителни задължения, но предпочита да води прост и спокоен семеен живот. Тя е описвана като любящ родител, отдадена на това да даде на децата си семпло възпитание, предназначено да им попречи да се чувстват над другите деца поради техния произход.
По външния си вид царица Елена е описана през 1911 г. по следния начин:
| „ | Нито една кралица в днешна Европа, с изключение на Царица и кралица Виктория Евгения, не изглежда повече кралица от Елена. Тя е величествена и висока, с поза като статуя, която навсякъде я отличава от тълпата. Косата ѝ е черна като среднощна гора, очите ѝ светят като въглени. Кожата ѝ е като маслина, а ръцете ѝ твърди, силни и големи. Раменете ѝ са широки и тя ги държи изправени. Впечатлението, което жената създава, е необичайна физическа сила. Това не би могло да бъде другояче с оглед на нейната атлетична подготовка. | “ |

### Първа световна война
По време на Първата световна война Елена работи като медицинска сестра на пълен работен ден и с помощта на Кралицата-майка превръща Квиринала и Вила „Маргарита“ в болници, които функционират от юли 1915 до 1919 г. За да събере средства, тя самата измисля „снимката с автограф“, която се продава на благотворителни сергии, докато в края на конфликта предлага продажбата на съкровищата на Короната, за да изплати военните дългове.

През 1920 г. основава Фондация „Елена Савойска“ за стипендии на осиротели деца на бивши железничари или войници; тя предлага всяка жена в Италия да дари част от своите бижута на децата, чиито бащи са били пожертвани за нацията, и тя започва, като дари част от своите.
- Елена заедно със съпруга си развява трикольора от Квиринала по време на Първата световна война
- Кралица Елена в униформата на мед. сестра (1914 – 1918)

### Втора световна война
През 1939 г., три месеца след началото на Втората световна война Елена пише писмо до шестте суверени на все още неутралните европейски нации (Дания, Холандия, Люксембург, Белгия, България и Югославия), за да избегне Европа и за света ужасната трагедия. Въпреки това тя е до съпруга си, когато той обявява влизането на Италия във войната на 10 юни 1940 г. В мемоарите си тя пише, че присъства във Вила Ада на 25 юли, когато Виктор Емануил е нарежда да арестуват Мусолини: фактът, че арестът му става в кралската резиденция, предизвиква силно възмущение у нея и тя упреква съпруга си за извършил акт, недостоен за владетел, заявявайки, че баща ѝ Никола никога не би одобрил такъв акт: арестуването на гост е немислимо за култа към гостоприемството, типично за черногорската традиция.
На 9 септември 1943 г. тя следва съпруга си в т. нар. „бягство“ до Бриндизи, където кралят намира убежище, напускайки Рим веднага след като примирието със Съюзниците е оповестено на обществеността, подписано от монархията тайно в Касибиле на 3 септември за край на войната. На 23 септември дъщеря ѝ Мафалда е арестувана от нацистите и е отведена в концентрационния лагер Бухенвалд, където умира през 1944 г.
Веднага след като Виктор Емануил III абдикира в полза на сина си Умберто и приема титлата „граф на Поленцо“, Елена заминава в изгнание със съпруга си на 9 май 1946 г. в Александрия в Египет.

### Изгнание и смърт
Кралската двойка се оттегля във Вила Джела в Александрия (Египет) като гост на египетския крал Фарук I, който по този начин връща гостоприемството, оказано по това време от италианското кралство на неговия дядо Исмаил паша. По време на изгнанието двамата съпрузи отпразнуват 50-та си годишнина от сватбата. Елена остава със съпруга си в Египет до смъртта му на 28 декември 1947 г.
Три години по-късно тя открива, че е болна от рак и се мести във Франция, в Монпелие, а през ноември 1952 г. претърпява тежка операция в клиниката „Сен Ком“, където умира на 28 ноември на 79-годишна възраст. Тя е погребана, както пожелава, в общ гроб на гробището „Свети Лазар“ в Монпелие. Целият град участва в погребението. Община Монпелие наименува алеята, водеща до гробището, на името на кралица Елена и издига паметник на нея.
На 15 декември 2017 г. тялото ѝ е репатрирано от Монпелие и е погребано в Светилището на Викофорте (Викофорте, Пиемонт), в параклиса „Сан Бернардо“ (където е погребан херцог Карл Емануил I Савойски), където, два дена по-късно са погребани и тленните останки на съпруга ѝ.
- Кенотаф на кралица Елена в Монпелие
- Гробът на царица Елена в светилището на Викофорте, Пиемонт

## Брак и потомство
∞ 24 октомври 1896 за Виктор Емануил III Савойски (* 11 ноември 1869, Неапол, Кралство Италия; † 28 декември 1947, Александрия, Египет), принц на Неапол, крал на Италия (1900 – 1946), император на Етиопия (1936 – 1943), пръв маршал на Империята заедно с Мусолини (от 4 април 1938) и крал на Албания (1939 – 1943), син на краля на Италия Умберто I Савойски и на първата му братовчедка Маргарита Савойска, от когото има един син и четири дъщери:
1. Йоланда Маргарита Милена Елизабета Романа Мария Савойска (* 1 юни 1901, Рим, Кралство Италия; † 16 октомври 1986), принцеса на Италия, принцеса на Албания и чрез брак графиня на Берголо (1924 – 1977); ∞ 9 април 1923 в Квиринала в Рим за граф Джорджо Карло Калви ди Берголо (* 15 март 1887, Атина; † 25 февруари 1977, Рим), 6-и граф на Берголо (1924 – 1977), генерал, от когото има един син и три дъщери
2. Мафалда Мария Елизабета Анна Романа Савойска (* 19 ноември 1902, Рим; † 28 август 1944, Концентрационен лагер Бухенвалд), принцеса на Савоя, принцеса на Етиопия, принцеса на Албания и чрез брак титулярна ландграфиня на Хесен–Касел (1940 – 1944), ∞ 23 септември 1925 в Кралския замък в Ракониджи за Филип фон Хесен-Касел (* 6 ноември, 1896, Офенбах на Майн; † 25 октомври 1980, Рим), германски принц, титулярен херцог на Хесен, от когото има трима сина и една дъщеря
3. Хумберт Никола Томас Йоан Мария Савойски (* 15 септември 1904, Кралски замък в Ракониджи; † 18 март 1983, Женева, Швейцария), принц на Пиемонт (1904 – 1946), генерален наместник на Кралство Италия (5 юни 1944 – 9 май 1946) и като Умберто II последен крал на Италия (9 май – 18 юни 1946 г.); ∞ 8 януари 1930 в Рим за Мария-Жозе Белгийска (* 4 август 1906, Остенде, Кралство Белгия; † 27 януари 2001, Тоне, Швейцария), дъщеря на краля на Белгия Албер I и на кралица Елизабет Баварска, от която има един син и три дъщери
4. Джована Елисавета Антония Романа Мария Савойска (* 13 ноември 1907, Рим, Кралство Италия; † 26 февруари 2000, Ещорил, Португалия), принцеса на Италия, принцеса на Албания, принцеса на Етиопия и чрез брак царица на българите (1930 – 1943) като Йоанна Българска; ∞ 25 октомври 1930 в Папската базилика „Свети Франциск“ в град Асизи по католическия ритуал, 31 октомври 1930 с православна церемония в „Свети Александър Невски“ в София за Борис III (* 30 януари 1894, София; † 28 август 1943, пак там), престолонаследник и княз Търновски (30 януари 1894 – 2 октомври 1918), цар на българите (3 октомври 1918 – 28 август 1943), син на Фердинанд I, княз на България (7 юли 1887 – 22 септември 1908) и цар на българите (22 септември 1908 – 3 октомври 1918), и на Мария-Луиза Бурбон-Пармска, италианска принцеса, от когото има син и дъщеря
5. Мария Франческа Анна Романа Савойска (* 1914, † 2001), принцеса на Италия, принцеса на Етиопия, принцеса на Албания, чрез брак принцеса на Парма, Пиаченца и Гуастала; ∞ 23 януари 1939 г. в Квиринала в Рим за принц Луи-Шарл Бурбон-Пармски (* 5 декември 1899, Шварцау ам Щайнфелд, Австрия; † 4 декември 1967, Манделийо ла Напул, Франция), син на Роберто I Бурбон-Пармски, херцог на Парма, и на Мария-Антония де Браганса, инфанта на Португалия, от когото има трима сина и една дъщеря

- Децата на Елена
- Йоланда Маргарита
- Мафалда Мария
- Умберто II
- Йоанна
- Мария Франческа

## Памет
Тя е сред личностите на Савойската династия, запомнени положително от общественото мнение дори след появата на Италианската република.
- За нейната близост до болните и за нейната голяма човечност, по случай 50-тата годишнина от смъртта ѝ, Министерството на комуникациите на Италия издава възпоменателна марка с нейното изображение, свързвайки я с борбата с рака.[7]
- През 1960 г., в памет на нейната помощ за населението, засегнато от Месинското земетресение, голям паметник от бял карарски мрамор – дело на скулптора Антонио Берти, е издигнат в Месина с обществена подписка.
- В Монпелие през 1989 г. е издигнат бюст, построен със средствата, събрани от Международната асоциация „Кралица Елена“, докато три други бюста могат да бъдат намерени в нейна чест в Санремо в градините на Руската православна църква, в Цетине в градината на болницата „Данило I“ и във Валдиери (подселище Сан Анна), в Кралската борова горичка, открит на 24 август 1996 г.
- В Подгорица в района между замъка Петрович в Крушевац и детския парк е издигната статуя в памет на кралица Елена от черногорския академичен скулптор Адин Растодер.
- Бронзов релеф, посветен на нея, се намира в Националния музей на Кралския дворец, колекция на Савойската династия в Пиза.[8]
- Амаро Монтенегро – популярна алкохолна напитка, е кръстена на кралицата на нейната сватба през 1896 г.
- Розата „Принцесата на Неапол“ е посветена на кралица Елена. Това е хибрид, получен в Италия през 1897 г. от Масимилиано Лоди за Гаетано Бонфилиоли от Болоня, който го въвежда в търговията.
- Тенерина, известна още като Кралицата на Черна гора или Черногорска торта в чест на кралица Елена, е торта със заоблена форма, характерна за района на Ферара.
- Фигурата на Елена поразява въображението и на писатели като Антонио Фогацаро, Луиджи Капуана, Виторио Берсецио, и на поети като Джовани Пасколи, Габриеле Д'Анунцио (който я възпява в 4-тата „Молитва за пришествие“ от „Laudi del Cielo, del Mare, della Terra e degli Eroi“) и Диего Калканьо, който си я припомня в момента на смъртта си. Ада Негри припомня кралица Елена в Стоманения пръстен.
- Джакомо Пучини ѝ посвещава „Мадам Бътерфлай“.
- През 1909 г. автономно акушерско отделение е наречено на нейно име в Милано, първоначално наречено Asilo Regina Elena: днес това отделение е превърнато в Институт по акушерство, гинекология и педиатрия „Кралица Елена“, известен на миланците като „Клиниката на Кралица Елена“ и включен в основаването на „Голямата болница в Милано“.
- На 12 юли 1941 г. в Цетине Секула Дрлевич, провъзгласявайки възстановяването на независимостта на Черна гора, идентифицира Елена с „феята на нашите планини, митичната Виела, подчертавайки щастието и богатството на черногорците“.
- Като признание за великата ѝ вяра и благотворителните дейности, които подкрепя, папа Пий XI ѝ връчва най-високата чест, очаквана по онова време за жена – „Златна роза на християнството“ (1930 и 1937 г.). Тя е определена от него като „Дама на благотворното милосърдие“
- През 2013 г. Черна гора издава пощенска марка в нейна чест.
- По случай честванията по повод Стогодишнината от победата в Първата световна война на 4 ноември 2018 г., тя е спомената в официалната си реч в Триест от президента на републиката Серджо Матарела в памет на нейния важен медицински и сестрински ангажимент.
- През 2001 г., по повод откриването на тържествата за 50-годишнината от смъртта на кралица Елена, епископът на Монпелие открива епархийския процес за нейната беатификация. С откриването на нейната кауза, покойната кралица получи титлата „Божа слугиня“.
- Никола Петрович-Негош, известен като Никола II, чийто дядо по бащина линия Мирко Димитри е неин брат, организира в Монпелие през 2012 г. момент на почит и размисъл по случай 60-годишнината от смъртта ѝ. Монпелие се превръща за един ден в кръстопът на историята на Черна гора и Италия.